# 諾布爾鎮區 (密蘇里州歐扎克縣)
諾布爾鎮區（英語：Noble Township）是位於美國密蘇里州歐扎克縣的一個行政鎮區。

## 地方資料
諾布爾鎮區的面積為73.14平方千米，當中陸地面積為73.13平方千米，而水域面積為0.01平方千米。根據2020年美國人口普查的數據，當地共有人口255人，而人口密度為每平方千米3.49人。